# Oligodon moricei
Espèce
Statut de conservation UICN

 DD  : Données insuffisantes
Oligodon moricei est une espèce de serpent de la famille des Colubridae.

## Répartition
Cette espèce est endémique du Sud du Viêt Nam.

## Étymologie
Son nom d'espèce, moricei, lui a été donné en l'honneur de Albert Morice (1848-1877), médecin, ethnographe et naturaliste français, qui a notamment écrit en 1875 un mémoire sur la faune de la Cochinchine, Coup d’œil sur la faune de la Cochinchine française.

## Publication originale
- David, Vogel & van Rooijen, 2008 : A revision of the Oligodon taeniatus (Günther, 1861) group (Squamata: Colubridae), with the description of three new species from the Indochinese Region. Zootaxa, n. 1965, p. 1–49 (introduction).